# 열쇠 (1983년 영화)
《열쇠》(La Chiave, The Key)는 이탈리아에서 제작된 틴토 브라스 감독의 1983년 드라마, 멜로/로맨스 영화이다. 프랭크 핀레이 등이 주연으로 출연하였고 지오바니 베르톨루치 등이 제작에 참여하였다.

## 출연

### 주연
- 프랭크 핀레이
- 스테파니아 산드렐리

### 조연
- 프랑코 브랜시아롤리
- 바바라 커피스티

## 기타
- 원작자: 준이치로 타니자키
- 미술: 파올로 비아게티
- 의상: 베라 코졸리노
- 의상: 미카엘라 지소티
- 의상: 조스트 야곱